# ゾース

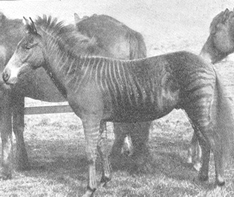
ジェームズ・コーサー・エワートが1899年に撮影したゾース

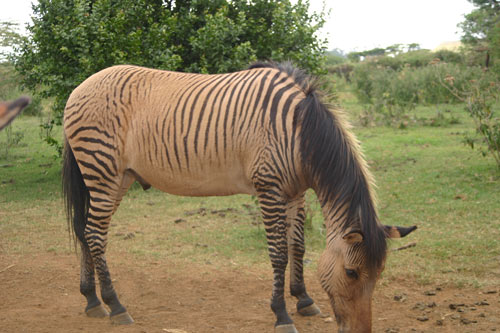
ゾース。親はグレービーシマウマとウマ

ゾース（zorse）は、シマウマとウマから生まれた異種交配の雑種。「ゾース」とはゼブラ（zebra）とホース（horse）を合わせたかばん語である。シマウマと他のウマ科の動物との雑種をさすゼブロイド（zebroid）ないしゼブルール（zebrule）（ゼブラ：zebraとラバ： muleのかばん語）のひとつ。雄シマウマと雌ウマとの交雑とされるが、雄ウマと雌シマウマの間でも生まれる。

## 概要
ゾースの外見はシマウマよりもウマに近いが、シマウマの特徴である縞模様が足や胴体に表れる。他の交雑種と同じくゾースにも生殖能力はないとされる。
19世紀末、エディンバラ大学の自然史教授ジェームズ・コーサー・エワート（James Cossar Ewart、1851 - 1933）は、先夫遺伝の理論や父方の影響を調査するために雄シマウマと雌のウマやポニーを交配させた。その際エワート教授はアラブ種の雌ウマを用いた。同様の実験はアメリカ政府によってもおこなわれ、『Genetics in Relation to Agriculture』『The Science of Life』において報告された。
シマウマ、ロバ、そしてウマはすべてウマ科の動物である。ウマ科の動物は遺伝子に微小な差異があるものの異種交配が可能である。ウマは64の染色体を持ち、シマウマは種により44ないし62の染色体を持つ。ゾースとして生まれる個体はオスもメスも染色体数は63である。
ウマ側に芦毛・アパルーサ・ペイントなどの毛色があれば、生まれるゼブロイドにも同様の毛色が遺伝するものの、白い部分にはシマウマ特有の縞模様が現出せず、白くない部分のみが縞模様となる。シマウマと鹿毛のウマを掛け合わせると鹿毛+黒縞模様となり、シマウマと栗毛のウマを掛け合わせると栗毛+黒縞模様となる。
なお1883年に絶滅したクアッガはシマウマの一亜種でありゾースとは異なる。

## ゾースと人間
ゾースは純血シマウマよりも神経質でないため乗馬や牽引馬として適しているが、純血ウマと比較すると御するのが困難で、ときとしてシマウマの気質を受け継いでいることもあり、初心者は避けるべきだとされる。体型がウマに近いことからウマの馬具を利用する。